# Центральна збагачувальна фабрика «Калінінська»
Центральна збагачувальна фабрика «Калінінська» — збудована для збагачення коксівного вугілля за проектом інституту «Дніпродіпрошахт» та французької фірми ПІК. Стала до ладу у 1962 році.
Проектна виробнича потужність 2600 тис. тон на рік. Технологічна схема з глибиною збагачення 0 мм передбачає збагачення вугілля класу 13-150 мм — у сепараторах з магнетитовою суспензією, класу 0,5-13 мм — у відсаджувальних машинах, шламу 0-0,5 мм — у флотаційних машинах.
За проектом фабрика була оснащена технологічним устаткуванням фірми ПІК, яке з часом замінювалося, в міру зносу, вітчизняними машинами та обладнанням. У 90-і роки на фабриці додатково було споруджено установку для переробки мулів, що приймаються з мулонакопичувача, з метою вилучення товарного вугільного продукту. Установка оснащена, головним чином, обладнанням південно-африканських фірм (високочастотні грохоти, дугові сита, гідроциклони, гвинтові сепаратори та інші).
Місце знаходження: м.Горлівка, Донецька обл., залізнична станція Байрак.